# Тріумф Вакха (ван Гемскерк)
«Тріумф Вакха» (нід. Triomf van Bacchus) — картина нідерландського живописця Мартена ван Гемскерка (1498–1574). Створена у 1536–1537 роках. Зберігається у колекції Музею історії мистецтв у Відні (інв. №GG 990). 
За свідченнями Карела ван Мандера картина знаходилась у колекції П. Кемпенауера і М. Вейнтгенса в Мідделбурзі близько 1600 року; з 1659 року у колекції ерцгерцога Леопольда Вільгельма (1614–1662).
На картині зображено тріумфальне повернення Вакха з Індії до Греції із декількома грубими декоративними деталями. Написана незадовго після повернення художника з Риму, картина має багато ремінісценцій античних і італійських джерел, що свідчить про компіляторську манеру роботи. В картині є також прихований моралізаторський підтекст: засудження пияцтва, сексуальних надмірностей, глупоти і зарозумілості. 